# Alla för en
Alla för en är ett svenskt underhållningsprogram på SVT. Den första säsongen ersatte tillfälligt Doobidoo, och sändes om fredagskvällarna hade premiär den 14 september 2018, då med Katrin Sundberg som programledare. Sundberg ersattes till säsong 2 av Josefin Johansson som sändes på lördagskvällarna under hösten 2019.
Alla mot en bygger på det amerikanska formatet ”Hollywood Game Night”. I varje avsnitt tävlar två lag med kända profiler mot varandra i frågor som främst rör populärkultur. I varje lag ingår även en gäst som inte behöver vara känd för publiken, men som har ett stort intresse inom ämnet. Lagens uppgift är att föra fram gästen till seger.”
Björn A. Ling är ansvarig för musiken i programmet, tillika bisittare till programledaren. 

## Deltagare

### Säsong 1
Medverkarande i säsong 1.
Avsnitt 1 Boris René, Wiktoria Johansson och Robin Bengtsson samt vip-gästen Alia Maria Delgado möter Edward af Sillén, David Sundin och Vanna Rosenberg samt vip-gästen Fredrik Randau
Avsnitt 2 Babben Larsson, Hasse Brontén och Kristoffer Appelquist samt vip-gästen David Persson möter John Lundvik, Renaida Braun och Jessica Andersson samt vip-gästen Tina Alic
Avsnitt 3 Peter Johansson, Bruno Mitsogiannis och Maria Lucia Heiberg Rosenberg samt vip-gästen Charlotte Sylwander möter Karl Dyall, Hanna von Spreti och Rennie Mirro samt vip-gästen Johanna Asplund
Avsnitt 4 Anders Jansson, Tobias Persson och Måns Möller samt vip-gästen Erik Martinsson möter Linn Mannheimer, Isabelle Riddez och Elin Thomasdotter Extor samt vip-gästen Tobias Söderman
Avsnitt 5 Patrick Ekwall, Suzanne Sjögren och Marie Lehmann samt vip-gästen Jonas Emtervall möter Jonas Björkman, Sarah Sjöström och Christian Olsson samt vip-gästen Anna G Jansson 
Avsnitt 6 Linnéa Wikblad, Janne Josefsson och Niklas Källner samt vip-gästen Martina Sandström möter Tony Irving, Malin Watson och Cecilia Ehrling Danermark samt vip-gästen Lotta Alm-Ek 
Avsnitt 7
Jonas Hallberg, Josefin Crafoord och Malin Gramer samt vip-gästen Anders Samuelsson möter Knut Agnered, Per Fritzell och Charlott Strandberg samt vip-gästen Shaswar Mahomood
Avsnitt 8 Sussie Eriksson, Ola Forssmed och Kim Sulocki samt vip-gästen Ahmed Eldaba möter Lisa Werlinder, Hanna Dorsin och Emma Peters samt vip-gästen Frida Hindström
Avsnitt 9 Daniel Norberg, Henrik Kruusval och Bathina Philipson samt vip-gästen Björn Nilsson möter Andreas Lundstedt, Lina Hedlund och Tess Merkel samt vip-gästen Claudia Donobauer
Avsnitt 10 Thomas Petersson, Annika Andersson och Siw Carlsson samt vip-gästen Jimmie Andersson möter Per Andersson, Emma Molin och Rikard Ulvshammar samt vip-gästen Åsa-Hanna Nordenmark

### Säsong 2
Medverkarande i säsong 2.
Avsnitt 1 Hanna Hedlund, Kajsa Ernst och Emma Peters möter Ola Selmén, Ann Wilson och Sanna Persson Halapi.
Avsnitt 2 Freddie Svensson, Elisa Lindström och Sean Banan möter Ann Westin, Emma Knyckare och Albin Olsson
Avsnitt 3 Marianne Mörck, Christer Lindarw och Niklas Engdahl möter Rachel Molin, Hampus Nessvold och Isabelle Riddez
Avsnitt 4 Ellen Bergström, Anders Öfvergård och Karin Mannerstål möter Anders Svensson, Daniel Nannskog och Thomas Ravelli
Avsnitt 5 Nils Holmqvist, Tone Bekkestad och Pia Hultgren möter Clara Henry, Ellinor Persson och Keyyo
Avsnitt 6 Casper Janebrink, Morgan Alling och Kjell Wilhelmsen möter Elinor Svensson, Petrina Solange och Kristoffer Appelquist
Avsnitt 7 Titti Schultz, Anton Körberg och Josefine Sundström möter Mark Levengood, Pia Johansson och Henrik Johnsson
Avsnitt 8 Dusan Umičević, Karin Frick och Isabel Boltenstern möter Maria Pietilä Holmner, Jens Byggmark och Hans Olsson